# Tibor Klaniczay
Tibor Klaniczay (n. 5 iulie 1923, Budapesta, Regatul Ungariei – d. 14 mai 1992, Budapesta, Ungaria) a fost un istoric literar maghiar, laureat al Premiului Kossuth (1955) și membru al Academiei Maghiare de Științe.

## Biografie
Începând din 1941, după absolvirea studiilor secundare la Gimnaziul Werbőczi, a urmat până în 1945 cursurile Facultății de Litere din cadrul Universității Pázmány Péter din Budapesta, specializarea maghiară-italiană, și a susținut teza de doctorat în 1947, sub îndrumarea profesorului János Horváth. A predat limba maghiară și literatura maghiară veche la Budapesta și în străinătate (la Universitatea Sorbona din Paris și la Universitatea La Sapienza din Roma).
Între anii 1950 și 1955 a fost unul dintre principalii organizatori (în calitate de secretar al secției I a Academiei Maghiare de Științe) al Institutului  de Studii Literare al Academiei Maghiare de Științe și a îndeplinit funcția de director adjunct al institutului (de la 1 ianuarie 1956), iar apoi (din 1984 și până la moartea lui) pe cea de director. A fost profesor universitar sau membru onorific al mai multor universități și academii străine. A fondat Societatea Internațională de Filologie Maghiară și fondul național de cercetare științifică Kulturális és történelmi emlékeink nyilvántartása, feltárása és kiadása. A coordonat timp de zeci de ani cercetările științifice medievistice din Ungaria, a lansat mai multe serii de publicații (Reneszánsz Füzetek, Umanism și Reformare, Studia Humanitatis) sau revitalizat alte publicații (Bibliotheca Scriptorum Medii Recentisque Aevorum).
A avut trei copii: Péter (1945), Gábor (1950) și Júlia (1954) – soția artistului György Galántai.

## Lucrări importante
- A fátum és szerencse Zrínyi műveiben; PPTE Bölcsészeti Kar, Budapesta, 1947 (Dissertationes Facultatis Philosophicae)
- Klaniczay Tibor–Barta János–Czibor János: Magyar irodalomtörténet a gimnáziumok számára. Ideiglenes tankönyv. 1. rész; Tankönyvkiadó, Budapesta, 1950
- Végvári vitézek – szegénylegények; Művelt Nép, Budapesta, 1951
- Magyar irodalmi szöveggyűjtemény. 1. köt.. Szöveggyűjtemény a régi magyar irodalomból; ed. Barta János, Klaniczay Tibor; Tankönyvkiadó, Budapesta, 1951
- Zrínyi Miklós; Akadémiai, Budapesta, 1954
- A régi magyar irodalom. 1. r.; ELTE, Budapesta, 1958
- Zrínyi Miklós összes művei; Szépirodalmi, Budapesta, 1958
- Reneszánsz és barokk. Tanulmányok a régi magyar irodalomról; Szépirodalmi, Budapesta, 1961
- Magyar költők. Versgyűjtemény; selecție realizată de Klaniczay Tibor, Pándi Pál; Szépirodalmi, Budapesta, 1962 (Aranykönyvtár)
- Klaniczay Tibor–Szauder József–Szabolcsi Miklós: History of Hungarian literature / Kis magyar irodalomtörténet; traducere în italiană realizată de Hatvany József, Farkas István, bibliogr. Szabó György; Collet–Corvina, London–Budapesta, 1964 (de asemenea, în franceză, germană și rusă)
- Italia ed Ungheria. Dieci secoli di rapporti letterari; ed. Horányi Mátyás, Klaniczay Tibor; traducere în italiană realizată de Elena Baracs; Akadémiai, Budapesta, 1967
- Forgách Mihály–Justus Lipsius levélváltása; traducere din latină realizată de Pirnát Antal, ed. Klaniczay Tibor, V. Kovács Sándor, biografie realizată de Komlovszki Tibor; MTA Irodalomtudományi Intézete, Budapesta, 1970 (Studium)
- A múlt nagy korszakai; Szépirodalmi, Budapesta, 1973
- La crisi del Rinascimento e il manierismo / A reneszánsz válsága és a manierizmus; traducere în italiană realizată de Riccardo Scrivano; Bulzoni, Roma, 1973 (Strumenti di ricerca, 1.)
- Mattia Corvino e l'umanesimo italiano; Accademia Nazionale dei Lincei, Roma, 1974 (Problemi attuali di scienza e di cultura. Quaderno, 202.)
- Rapporti veneto-ungheresi all'epoca del rinascimento. 2. Convegno di Studi Italo-Ungheresi, Budapest, 20-23 giugno 1973; ed. Klaniczay Tibor, traducere în italiană realizată de Kohut Éva; Akadémiai, Budapesta, 1975 (Studia humanitatis, 2.)
- A manierizmus; ed. Klaniczay Tibor, traducere realizată de Lontay László și alții; Gondolat, Budapesta, 1975
- Hagyományok ébresztése; Szépirodalmi, Budapesta, 1976
- Renaissance und Manierismus. Zum Verhältnis von Gesellschaftsstruktur, Poetik und Stil; traducere în germană realizată de Reinhard Gerlach; Akademie, Berlin, 1977 (Literatur und Gesellschaft)
- Janus Pannonius; note de Klaniczay Tibor, traducere realizată de Kardos Tibor și alții; Szépirodalmi, Budapesta, 1982 (Magyar remekírók)
- A history of Hungarian literature; ed. Klaniczay Tibor; Corvina, Budapesta, 1983 (de asemenea, în engleză și franceză)
- Zrínyi Miklós: Tábori kis tracta. / Mátyás király életéről való elmélkedések. / Ne bántsd a magyart! Az török áfium ellen való orvosság; note de Klaniczay Tibor; Szépirodalmi, Budapesta, 1983
- Zrínyi Miklós: Szigeti veszedelem; sub îngrijirea lui Klaniczay Tibor; Szépirodalmi, Budapesta, 1984
- Pallas magyar ivadékai; Szépirodalmi, Budapesta, 1985
- Renesans, manieryzm, barok; ed. Jan Slaski, traducere în poloneză realizată de Elzbieta Cygielska; Państwowe Wydawnictwo Naukowe, Varșovia, 1986
- Geschichtsbewusstsein und Geschichtsschreibung in der Renaissance. Arbeitsgespräch in Eger, 6. bis 10. April 1987; ed. August Buck, Klaniczay Tibor, Németh S. Katalin; Brill–Akadémiai, Leiden–Budapesta, 1989
- A Bibliotheca Zriniana története és állománya; ed. Klaniczay Tibor; Argumentum, Zrínyi, 1991 (Zrínyi-könyvtár)
- Nemzeti örökségünk. A "Kulturális és történelmi emlékeink feltárása, nyilvántartása és kiadása" című kutatási program tevékenységének összefoglalása, különös tekintettel az 1986-1991 közötti munkára; selecție realizată de Klaniczay Tibor și Petneki Áron; Arbor, Budapesta, 1992
- A Magyar Tudományos Akadémia Irodalomtudományi Intézete. Ismertető; ed. Klaniczay Tibor și Kádár Judit; MTA Irodalomtudományi Intézete, Budapesta, 1993
- A magyarországi akadémiai mozgalom előtörténete; Balassi, Budapesta, 1993 (Humanizmus és reformáció)
- Matthias Corvinus and the humanism in Central Europe. Papers read in Székesfehérvár, 16-19, May 1990 at the conference; ed. Klaniczay Tibor, Jankovics József; Balassi, Budapesta, 1994 (Studia humanitatis, 10.)
- Klaniczay Tibor–Klaniczay Gábor: Szent Margit legendái és stigmái; Argumentum, Budapesta, 1994 (Irodalomtörténeti füzetek, 137.)
- Stílus, nemzet és civilizáció; ed. Klaniczay Gábor, Kőszeghy Péter; Balassi, Budapesta, 2001 (Régi magyar könyvtár. Tanulmányok)
- Alle origini del movimento accademico ungherese / A magyarországi akadémiai mozgalom előtörténete; traducere în italiană realizată de Amadeo Di Francesco, Papp Judit , Száraz Orsolya; dell'Orso, Alessandria, 2010

## Legături externe
- Emlékezés Klaniczay Tiborra Arhivat în 24 septembrie 2020, la Wayback Machine. – Bitskey István cikke a ''Magyar Tudomány''ban (2002/11)
- Klaniczay-emlékkönyv. Tanulmányok Klaniczay Tibor emlékezetére; szerk. Jankovics József; Magyar Tudományos Akadémia Irodalomtudományi Intézete–Balassi, Budapesta, 1994
- "Itt Klaniczay, ugye dolgozol?" – Munkatársai beszélgetése mesterükről In: Irodalomismeret, 2002/5-6.sz. Az interjú az Intézet Archívumának honlapján olvasható